# 拉古尼利亚德尔胡韦拉
拉古尼利亚德尔胡韦拉，是西班牙拉里奥哈自治区的一个市镇。总面积34平方公里，2001年总人口310人，人口密度9人/平方公里。